# Kivulopa mwenga
Kivulopa mwenga är en insektsart som beskrevs av Rauno E. Linnavuori 1972. Kivulopa mwenga ingår i släktet Kivulopa och familjen dvärgstritar. Inga underarter finns listade i Catalogue of Life.